# نورون هرمی
نرون‌های هرمی (به انگلیسی: Pyramidal neurons) یا یاخته‌های هرمی نوعی از نورون‌ها هستند که در برخی نواحی مغز، همچون قشر مخ، هیپوکمپ و آمیگدال یافت می‌شوند. نورون‌های هرمی واحدهای تحریک‌کننده‌ٔ اولیه‌ٔ قشر پری‌فرونتال و مسیر قشری-نخاعی (به انگلیسی: Corticospinal tract) پستانداران می‌باشند. نورون‌های هرمی برای اوّلین بار توسط سانتیاگو رامون کاخال کشف و مطالعه شد. از آن پس، مطالعه‌ٔ نورون‌های هرمی بر مباحثی اعم از انعطاف‌پذیری عصبی (به انگلیسی: Neuroplasticity) و شناخت متمرکز شد.